# جون إل. ديويت
جون إل. ديويت (بالإنجليزية: John L. DeWitt)‏ هو عسكري أمريكي، ولد في 9 يناير 1880 في نبراسكا في الولايات المتحدة، وتوفي في 20 يونيو 1962 في واشنطن العاصمة في الولايات المتحدة بسبب نوبة قلبية.